# Gran Premio motociclistico di Jugoslavia 1989
Il Gran Premio motociclistico di Jugoslavia 1989 fu l'ottava gara del Motomondiale 1989. Si disputò l'11 giugno 1989 presso l'Automotodrom Grobnik, nei pressi di Fiume.
Si è gareggiato in tre classi con le vittorie di Kevin Schwantz su Suzuki in 500, di Sito Pons su Honda in 250, e di Peter Öttl su Krauser nella 80.

## Classe 500

### Arrivati al traguardo
| Pos. | Pilota                       | Moto      | Tempo    | Griglia | Punti |
| ---- | ---------------------------- | --------- | -------- | ------- | ----- |
| 1    | Kevin Schwantz               | Suzuki    | 45.10.96 | 1       | 20    |
| 2    | Wayne Rainey                 | Yamaha    | 45.12.15 | 2       | 17    |
| 3    | Eddie Lawson                 | Honda     | 45.26.63 | 3       | 15    |
| 4    | Kevin Magee                  | Yamaha    | 45.52.51 | 4       | 13    |
| 5    | Christian Sarron             | Yamaha    | 45.52.64 | 6       | 11    |
| 6    | Michael Doohan               | Honda     | 46.16.70 | 10      | 10    |
| 7    | Randy Mamola                 | Cagiva    | 46.23.88 | 5       | 9     |
| 8    | Ron Haslam                   | Suzuki    | 46.33.42 | 9       | 8     |
| 9    | Pierfrancesco Chili          | Honda     | 46.42.89 | 7       | 7     |
| 10   | Dominique Sarron             | Honda     | 1 giro   | 11      | 6     |
| 11   | Robert McElnea               | Honda     | 1 giro   | 12      | 5     |
| 12   | Niall Mackenzie              | Yamaha    | 1 giro   | 13      | 4     |
| 13   | Massimo Broccoli             | Cagiva    | 1 giro   | 16      | 3     |
| 14   | Simon Buckmaster             | Honda     | 1 giro   | 17      | 2     |
| 15   | Michael Rudroff              | Honda     | 1 giro   | 19      | 1     |
| 16   | Bruno Kneubühler             | Honda     | 1 giro   | 21      |       |
| 17   | Marco Papa                   | Paton     | 2 giri   | 20      |       |
| 18   | Stefan Klabacher             | Honda     | 3 giri   | 25      |       |
| 19   | Fernando Gonzalez de Nicolás | Honda     | 3 giri   | 27      |       |
| 20   | Nicholas Schmassmann         | Honda     | 3 giri   | 24      |       |
| 21   | Rudolf Zeller                | Manhattan | 3 giri   | 28      |       |

### Ritirati
| Pilota            | Moto   | Motivo | Griglia |
| ----------------- | ------ | ------ | ------- |
| Vittorio Scatola  | Honda  |        | 18      |
| Michael Kaplan    | Honda  |        | 26      |
| Marco Gentile     | Fior   |        | 15      |
| Alessandro Valesi | Yamaha |        | 14      |
| Andreas Leuthe    | Suzuki |        | 22      |
| Freddie Spencer   | Yamaha |        | 8       |

### Non partito
| Pilota        | Moto   | Motivo | Griglia |
| ------------- | ------ | ------ | ------- |
| Claude Albert | Suzuki |        | 23      |

### Non qualificati
| Pilota            | Moto   |
| ----------------- | ------ |
| Donato Battistoni | Suzuki |
| Helmut Schütz     | Honda  |

## Classe 250

### Arrivati al traguardo
| Pos. | Pilota                    | Moto    | Tempo    | Griglia | Punti |
| ---- | ------------------------- | ------- | -------- | ------- | ----- |
| 1    | Sito Pons                 | Honda   | 40.37.11 | 1       | 20    |
| 2    | Reinhold Roth             | Honda   | 40.37.27 | 2       | 17    |
| 3    | Jacques Cornu             | Honda   | 40.38.63 | 3       | 15    |
| 4    | Jean-Philippe Ruggia      | Yamaha  | 40.59.89 | 6       | 13    |
| 5    | Juan Garriga              | Yamaha  | 41.13.19 | 7       | 11    |
| 6    | Carlos Cardús             | Honda   | 41.16.73 | 11      | 10    |
| 7    | Jochen Schmid             | Honda   | 41.17.00 | 16      | 9     |
| 8    | Adrien Morillas           | Yamaha  | 41.23.50 | 32      | 8     |
| 9    | Wilco Zeelenberg          | Honda   | 41.23.96 | 15      | 7     |
| 10   | Renzo Colleoni            | Aprilia | 41.24.16 | 14      | 6     |
| 11   | Gary Cowan                | Yamaha  | 41.37.04 | 18      | 5     |
| 12   | Kevin Mitchell            | Yamaha  | 41.46.77 | 23      | 4     |
| 13   | Patrick van den Goorbergh | Yamaha  | 41.46.97 | 22      | 3     |
| 14   | Andreas Preining          | Aprilia | 41.47.09 | 26      | 2     |
| 15   | Alex Barros               | Yamaha  | 41.48.63 | 29      | 1     |
| 16   | Jean-Francois Foray       | Yamaha  | 42.01.64 | 35      |       |
| 17   | August Auinger            | Yamaha  | 42.01.79 | 21      |       |
| 18   | Massimo Matteoni          | Yamaha  | 1 giro   | 33      |       |
| 19   | Alain Bronec              | Aprilia | 1 giro   | 34      |       |

### Ritirati
| Pilota              | Moto      | Motivo | Griglia |
| ------------------- | --------- | ------ | ------- |
| Urs Jücker          | Yamaha    |        | 36      |
| Virginio Ferrari    | Gazzaniga |        | 37      |
| Luca Cadalora       | Yamaha    |        | 4       |
| Loris Reggiani      | Honda     |        | 8       |
| Helmut Bradl        | Honda     |        | 9       |
| Maurizio Vitali     | Honda     |        | 24      |
| Martin Wimmer       | Aprilia   |        | 5       |
| Didier de Radiguès  | Aprilia   |        | 10      |
| Alberto Puig        | Yamaha    |        | 17      |
| Hans Becker         | Seel      |        | 31      |
| Andrew Leisner      | Honda     |        | 38      |
| Manfred Herweh      | Yamaha    |        | 39      |
| Stefano Caracchi    | Honda     |        | 27      |
| Martin Sraj         | Honda     |        | 40      |
| Harald Eckl         | Aprilia   |        | 19      |
| Daniel Amatriaín    | Honda     |        | 12      |
| Jean-François Baldé | Yamaha    |        | 13      |
| Fausto Ricci        | Aprilia   |        | 30      |

### Non partiti
| Pilota           | Moto    | Motivo | Griglia |
| ---------------- | ------- | ------ | ------- |
| Masahiro Shimizu | Honda   |        | 25      |
| Bernard Schick   | Yamaha  |        | 28      |
| Alberto Rota     | Aprilia |        | 20      |

## Classe 80

### Arrivati al traguardo
| Pos. | Pilota            | Moto      | Tempo    | Griglia | Punti |
| ---- | ----------------- | --------- | -------- | ------- | ----- |
| 1    | Peter Öttl        | Krauser   | 37.43.79 | 2       | 20    |
| 2    | Manuel Herreros   | Derbi     | 37.57.23 | 4       | 17    |
| 3    | Stefan Dörflinger | Krauser   | 38.11.48 | 1       | 15    |
| 4    | Julián Miralles   | Derbi     | 38.23.50 | 7       | 13    |
| 5    | Bogdan Nikolov    | Krauser   | 38.27.49 | 10      | 11    |
| 6    | Jörg Seel         | Seel      | 38.34.63 | 5       | 10    |
| 7    | Paolo Priori      | Krauser   | 38.37.51 | 9       | 9     |
| 8    | Gabriele Gnani    | Gnani     | 39.01.35 | 12      | 8     |
| 9    | Hans Koopman      | Ziegler   | 39.12.18 | 8       | 7     |
| 10   | Jos van Dongen    | Casal     | 39.24.29 | 14      | 6     |
| 11   | Zdravko Matulja   | Casal     | 1 giro   | 23      | 5     |
| 12   | Janez Pintar      | Eberhardt | 1 giro   | 17      | 4     |
| 13   | Thomas Engl       | FRCH      | 1 giro   | 21      | 3     |
| 14   | Matthias Ehinger  | BMC       | 1 giro   | 24      | 2     |
| 15   | Javier Arumi      | Krauser   | 1 giro   | 16      | 1     |
| 16   | Heinz Paschen     | Casal     | 1 giro   | 18      |       |
| 17   | Primoz Sovic      | Eberhardt | 2 giri   | 27      |       |
| 18   | Andrés Sánchez    | JJ Cobas  | 4 giri   | 11      |       |

### Ritirati
| Pilota             | Moto    | Motivo | Griglia |
| ------------------ | ------- | ------ | ------- |
| Reiner Koster      | Kroko   |        | 19      |
| Ralf Waldmann      | Seel    |        | 14      |
| Hagen Klein        | Ziegler |        | 13      |
| Luis Alvaro        | Krauser |        | 11      |
| Günter Schirnhofer | Krauser |        | 10      |
| Brane Rokavec      | Seel    |        | 8       |
| Stefan Brägger     | Casal   |        | 5       |

### Squalificato
| Pilota            | Moto    | Motivo | Griglia |
| ----------------- | ------- | ------ | ------- |
| Herri Torrontegui | Krauser |        | 22      |